# Asijské zimní hry 2029
Asijské zimní hry 2029 budou 10. ročníkem Asijských zimních her a mají se konat v zimě roku 2029 v horském resortu Trojena. Ten je součástí plánovaného futuristického urbanistického komplexu Neom v Saúdské Arábii.
Neom byl zvolen hostitelským městem na 41. valném shromáždění Asijské olympijské rady 4. října 2022 v Phnompenhu v Kambodži. Půjde o první asijské zimní hry konané v Saúdské Arábii a také na Arabském poloostrově. Bude to také první zimní sportovní událost konaná v arabsky mluvící zemi.
Výběr hostitelského místa, kde je nedostatek přírodního sněhu a kde je nutné veškerou infrastrukturu teprve vybudovat, vzbuzuje kritiku kvůli vysokým nákladům na výstavbu i provoz a kvůli ohrožení životního prostředí.

## Vývoj a přípravy
Sportovní hry se mají konat v Trojeně v pohoří Hidžáz. Má to být futuristický horský resort, aktuálně se nachází ve výstavbě. Celkem zde má vzniknout 2 200 domů a 3 600 hotelových pokojů.

## Obavy a kontroverze
Uprostřed globálního oteplování vyvolala volba hostitelského města obavy nad řadou možných problémů, od vysokých teplot v poušti, energetických dopadů, odklonu místních vodních zdrojů až po stavby zcela nových umělých sjezdovek. Saúdská Arábie je dlouhodobě kritizována, že využívá investic do sportu ke zlepšení své image, pošramocené v oblasti dodržování lidských práv.
Mezinárodní olympijský výbor uvedl, že volba hostitelského místa her, kde ke sněžení dochází výjimečně a kde zatím neexistuje jakákoli infrastruktura pro zimní sporty, s ním nebyl konzultován. Zdůraznil, že za klíčovou hodnotu olympijské agendy považuje udržitelnost, a proto je jeho prioritou využívání již existujících sportovišť.
Plán kritizovali také zástupci ekologické organizace Greenpeace. Bude podle nich představovat nebezpečný zásah do ekosystému. V Trojeně má vzniknout umělé jezero, které bude vzhledem k minimu srážek naplněné odsolenou mořskou vodou, přiváděnou do hor z Akabského zálivu Rudého moře, vzdáleného asi 50 km. Podle Greenpeace půjde dlouhodobě o extrémně energeticky náročný postup. Vzhledem k minimu srážek v oblasti bude resort bude muset spoléhat na umělý sníh.
„Snažíme se jít udržitelnou cestou a oni se rozhodnou postavit v poušti takovou zimní katedrálu. Je to něco neskutečného,“ komentovala rozhodnutí italská sjezdařka Sofia Goggiová. Podobně se vyjádřil norský sjezdař Aleksander Aamodt Kilde.
„Neexistuje žádná verze zimní sportovní akce v Saúdské Arábii, která by byla udržitelná, protože bude vyžadovat obrovské zdroje vody a energie, kryté sportovní prostory a šílenou spoustu cestování,“ uvedla Madeleine Orrová z Loughborough University, která se zabývá sportovní ekologií.